# Nikon D3300

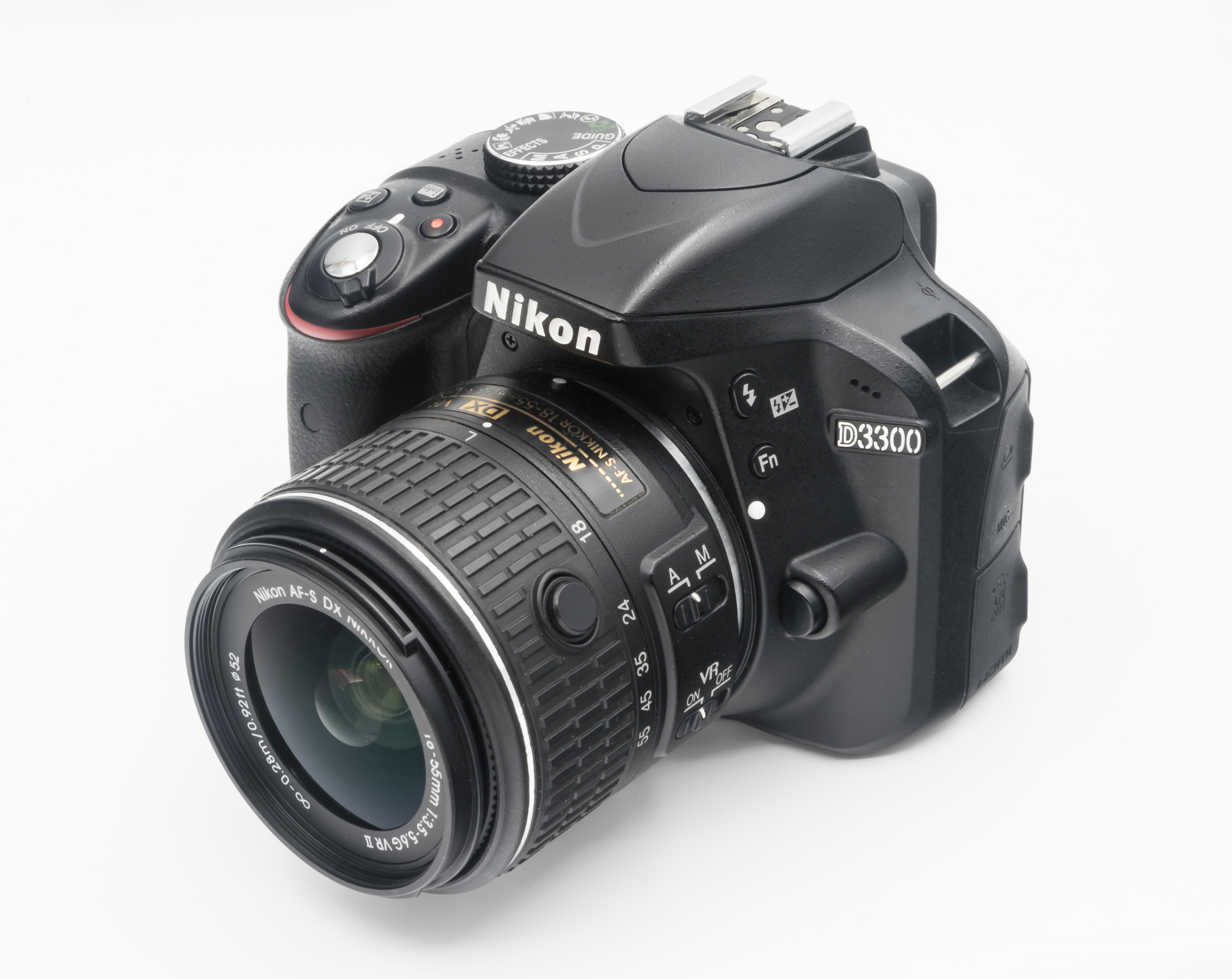
Nikon D3300

Nikon D3300 je 24,2Mp digitální zrcadlovka oficiálně uvedená dne 7. ledna 2014. Je prodávaná jako základní zrcadlovka pro začínají uživatele (nabízí průvodce a vylepšený manuál) i pro zkušené hobby fotografy. Model D3300 nahradil zrcadlovku D3200.
Obrazový procesor Expeed 4 umožňuje fotoaparátu pořizovat 1080p video s frekvencí snímků 60 fps ve formáte MPEG-4. 24,2Mp snímky dokáže pořizovat v sérii rychlostí 5 snímků za vteřinu, co v době uvedení bylo nejrychlejší ze základních zrcadlovek. Podobně jako Nikon D5300 má tělo z polymeru s uhlíkovými vlákny.
V dubnu 2014 vyhrála zrcadlovka D3300 cenu Technical Image Press Association (TIPA) v kategorii Best Digital SLR Entry Level.

## Nové funkce
- 24,2Mp obrazový senzor s 12bitovým rozlišením. Bez anti-aliasing filtru a se systémem odstránění prachu.
- Procesor Expeed 4 s 1080p videem při frekvenci 60/50 fps.
- Nový hledáček se zvětšením 0,85.
- Režim panorama (jako první zrcadlovka Nikon).
- 13 speciálních efektů.
- Nová automatické módy blesku.
- Průvodce a vylepšený manuál.
- Menší a lehčí tělo z polymeru s  uhlíkovými vlákny.
- Batérie EN-EL14a a EN-EL14 se zvýšenou životností na 700 snímků, také díky novému procesoru Expeed 4.
- Wi-Fi je volitelně dostupné prostřednictvím adaptéru WU-1a přes slot na boku zrcadlovky.
- 3,5 mm mikrofónní port.

## Klady a zápory Nikon D3300

### Klady
- vynikající kvalita obrazu při denním světle i v horších světelných podmínkách (na úrovni nejlepších APS-C zrcadlovek)
- slušné zaostřování
- kvalitní displej s dobrými pozorovacími uhly
- rychlost reakce
- nový tvar gripu - lepší držení fotoaparátu
- výborná obrazová kvalita videa, 1080p - 60/50 obr./s
- možnost korigovat expozici během pořizování videa
- konektor pro mikrofon pro kvalitnější zvuk videa
- příprava pro využití WIFI a GPS
- výborný nový setový objektiv Nikkor AF-S 18-55, f3,5-5,6, VR II, s možností složení
- minimální zaostřovací vzdálenost nového objektivu
- proti nejbližší konkurenci výborná výdrž batérií

### Zápory
- pouze jedno programovatelné tlačítko
- pro některé funkce nutné vstupovat do menu
- live-view zaostřování pořád velice pomalé vzhledem na vývoji v kategorií mirror-less
- pořizování videa omezené (nemožnost měnit clonu v live-view)
- nemá vestavěné WIFI ani GPS